# Angel (TV-serie)
Angel är en amerikansk TV-serie skapad av Joss Whedon, först sänd 1999–2004. Serien som är en spinoff av TV-serien Buffy the Vampire Slayer, (på svenska Buffy och vampyrerna) följer vampyren Angel när han i Los Angeles försöker att "hjälpa de hjälplösa", för att sona sina brott under tidigare århundraden. Tillsammans med Allen Francis Doyle och Cordelia Chase bildar han Angel Investigations, en detektivbyrå för dem som har problem på grund av övernaturliga varelser. Genom serien ansluter sig fler personer till Angel Investigations, bland andra Wesley Wyndam-Pryce från Buffy och vampyrerna.
I serien Angel utvecklar Joss Whedon ytterligare den historiska bakgrunden hos rollfiguren Angel. Angel är något mörkare och har en mer modern stil på klippning och ljussättning än moderserien Buffy och vampyrerna. Sambandet mellan serierna är tydligt då rollfigurer från "Buffy" dyker upp i "Angel", och vissa delar av berättelsen spänner över båda serierna.

## Bakgrund
Angel (David Boreanaz) är en över 200 år gammal vampyr som på grund av de fruktansvärda saker han gjort straffades med en förbannelse som återgav honom hans mänskliga själ och därmed också hans samvete. 
För att sona de brott han begått som själlös vampyr beslutar han sig för att hjälpa Dråparen Buffy Summers i staden Sunnydale. 
De två inleder ett mycket skakigt förhållande som kulminerar i att han vid ett tillfälle upplever ett ögonblicks fullkomlig lycka tillsammans med henne. Ett enda ögonblick när han inte plågas av sina handlingar är vad som krävs för att bryta förbannelsen, vilket får till följd att han åter blir Angelus, en okontrollerbar vampyr som dödar allt i sin väg. Willow Rosenberg lyckas återskapa hans själ, men det är ett ögonblick för sent. Angelus har lyckats öppna ett helvetesgap och Buffy måste döda Angel för att kunna stänga det, och han förvisas till en helvetesdimension. 
Angel inser under slutet av tredje säsongen av Buffy och Vampyrerna att hans och Buffys förhållande är dödsdömt. För att underlätta separationen lämnar han Buffy och Sunnydale för att flytta till Los Angeles, där han tar upp kampen mot ondskan med hjälp av både gamla och nya bekantskaper.

## Avsnittsguide
- Säsong 1
- Säsong 2
- Säsong 3
- Säsong 4
- Säsong 5

## Rollfigurer

### Huvudfigurer
- Angel (David Boreanaz)
- Cordelia Chase (Charisma Carpenter)
- Doyle (Glenn Quinn)
- Wesley Wyndam-Pryce (Alexis Denisof)
- Charles (Gunn) Gunn (J. August Richards)
- Lorne; The Host (Andy Hallett)
- Winifred (Fred) Burkle (Amy Acker)
- Connor (Vincent Kartheiser)
- Spike (James Marsters)
- Harmony (Mercedes McNab)
- Illyria (Amy Acker)

### Återkommande rollfigurer

#### Lindsey McDonald
Lindsey McDonald spelas av Christian Kane.
Lindsey arbetar tillsammans med Lilah Morgan på Wolfram & Harts avdelning för ”speciella fall”. Han introduceras redan i det första avsnittet av Angel, "City of" där han är advokat åt en vampyr Angel kämpar mot. Lindseys inställning till sin arbetsgivare är växlande vilket resulterar i att han ibland, om än motvilligt, samarbetar med Angel. Lindsey, som förlorade sin hand i avsnittet "To Shanshu in L.A." får känna på både Wolfram & Harts tjänsteförmåner och oetiska metoder i avsnittet "Dead End". Efter sin handtransplantation får Lindsey mycket konstiga biverkningar i form av att hans nya hand börjar leva sitt eget liv. Han samarbetar efter mycket om och men med Angel för att hitta sin hands förre ägare. I slutet av avsnittet försvinner Lindsey från Angel och ses inte igen förrän i säsong fem. Efter ett misslyckat kuppförsök skickar Wolfram & Harts delägare honom till en helvetesdimension tills Angel, Spike och Gun räddar honom. Lindsey hjälper Angel att utrota Svarta Törnens Sällskap, med blir dödad efteråt av Lorne på Angels order.

#### Kate Lockley
Polisen Kate Lockley spelas av Elisabeth Röhm och är med i första och andra säsongen.
Kate uppfostrades efter sin mammas död av sin pappa, Trevor, som också arbetar som polis. Förhållandet mellan Kate och hennes far är minst sagt ansträngt  och Kate gör allt hon kan för att känna sin pappas omtanke. Kate lär känna Angel när de båda undersöker en rad brutala mord kopplade till nattklubben D’Oblique . Kate och Angel samarbetar med olika fall tills Kate upptäcker att Angel är en vampyr I samma veva dödas Kates far under “mystiska omständigheter. Kate börjar efter sin fars död isolera sig mer och mer från sina medarbetare och inriktar sig mot fall med övernaturliga inslag, det hela slutar med att hon får sparken från Los Angeles Police Department och försvinner också från serien fram till After the fall.
Under andra säsongen biter Angel Kate för att rädda hennes liv ifrån demoner. Detta sker i avsnittet "Shroud of Rahmon". Demonerna försöker stjäla "Shroud of Rahmon" som ligger i en stor stenkista och påverkar folk till att bli paranoida och aggressiva.
Kate blir endast skadad av Angels bett och dör således inte.

#### Darla
Darla spelas av Julie Benz. 
Darla kan ses i säsong 1 av Buffy och vampyrerna och säsong 1–4 av Angel. Darla är en över 400 år gammal vampyr och invigdes av Mästaren vid sin dödsbädd. Darla gjorde sedan Liam (Angelus) till vampyr på 1750-talet. De var därefter ett par i cirka 150 år och terroriserade Europa och Asien tillsammans med Drusilla och Spike. Darla och Angel får 2002 en son, Connor. Darla offrar sig själv vid förlossningen för att göra Connors födsel möjlig.

#### Lilah Morgan
Lilah Morgan spelas av Stephanie Romanov.
Lilah arbetar för Wolfram & Hart tillsammans med Lindsey McDonald. Hon arbetar hårt för att ta sig fram inom Wolfram & Hart och beskriver sin arbetsplats som ett glasberg där hon som kvinna alltid måste vara ett steg före alla män. Under säsong 3 och 4 utvecklar Lilah ett “förhållande” med Wesley som börjar med one-night stands men övergår till något mer seriöst. Lilah dödas under säsong 4 men som Holland Manners bevisat tidigare avslutas inte alla kontrakt med Wolfram & Hart vid döden, det samma gäller Lilah Morgans. Hon är den som övertygar Angel Investigations att ta över firman för att "kunna styra det inifrån". Väl inne i Wolfram & Hart försöker Wesley en sista gång ge Lilah ro genom att bränna upp hennes kontrakt med firman. När kontraktet brunnit upp säger Lilah att hon är rörd av hans handling men ber Wesley att se i lådan igen, där kontraktet återigen ligger, oförstört.

#### Dennis
Spöket Dennis spelas av BJ Porter. 
Dennis är ett spöke som bor i Cordelias lägenhet. Han håller henne sällskap när hon är ensam och rädd och hjälper henne när hon är hotad eller skadad.

#### Holland Manners
Holland Manners spelas av Sam Anderson.
Holland Manners kan ses i säsong 1–2 av Angel, där han ansvarar för avdelningen ”speciella projekt” på Wolfram & Hart. Han tar också särskilt ansvar för Wolfram & Harts planer för Angel. 

#### Merl
Merl spelas av Matthew James.
Merl är en tunglös parasitdemon som arbetar som tjallare. Han är en återkommande källa för Angel Investigations under andra säsongen. 

#### Virginia Bryce
Virgina Bryce spelas av Brigid Brannagh.
Virgina är dotter till trollkarlen Magnus Bryce. Efter diverse förväxlingar får hon Wesley som livvakt och de två inleder ett kort förhållande. 

#### Anne Steele
Anne Steele spelas av Julia Lee.
Anne (tidigare Joan Appleby, Sister Sunshine, Chantarelle and Lily Houston) arbetar inom socialtjänsten på ett ungdomshem. Hon kommer i kontakt med Angel när Wolfram & Hart anordnar en välgörenhetsgala för att samla ihop pengar åt ungdomshemmet.

#### Landok
Landok spelas av Brody Hutzler.
Landokmar of the Deathwok Clan är kusin till Lorne och kommer liksom Lorne från dimensionen Pylea. 

#### Gavin Park
Gavin Park spelas av Daniel Dae Kim.
Gavin arbetar på Wolfram & Hart som advokat. Efter att Lindsey lämnat firman axlade han rollen som Lilahs rival. Han försöker knäcka Angel Investigations genom juridik istället för genom magi. Gavin dödas av The Beast tillsammans med resten av Wolfman and Hart och blir en zombie strax därefter.

#### The Groosalugg
The Groosalugg spelas av Mark Lutz.
Groosaluggen (även kallad Groo) ses för första gången i säsong 2 av Angel när Angel Investigations letar efter Cordelia Chase som av misstag följt med Landok genom portalen till Pylea. Groosalugg betyder i Pylea “den modige och obesegrade”. Groo dyker även upp i säsong 3, efter att gänget återvänt till Los Angeles. Han inleder ett förhållande med Cordelia men lämnar henne och serien efter att ha insett att hon har starkare känslor för Angel.

#### Daniel Holtz
Daniel Holtz spelas av Keith Szarabajka.
Holtz är en vampyrjägare från 1800-talet. Han jagade Angelus och Darla genom Europa och Nordafrika. Som en motattack gav sig Angelus och Darla på Holtz familj, de dödade hans fru och son och gjorde hans dotter till vampyr. Holtz träffade demonen Sahjhan och svor att han skulle hämnas sin familj. Sahjhan tog Holtz ur tiden och först år 2001 kom Holtz tillbaka, lika hämndlysten som för 200 år sedan.

#### Skip
Skip spelas av David Denman.
Skip är en demon som agerar som Cordelia Chases guide från de högre makterna. Han är oerhört stark och har en ogenomtränglig ”rustning” som gör honom i princip omöjlig att skada. 

#### Roger & Trish Burkle
Roger Burkle spelas av Gary Grubbs och Trish Burkle av Jennifer Griffin.
Roger och Trish Burkle är Winifred Burkles föräldrar. De ses först i avsnittet 5.3 "Fredless" och återkommer i avsnittet 20.5 "The Girl in question".

#### Sahjhan
Sahjhan spelas av Jack Conley.
Sahjhan är en demon av rasen Granok, vilka njuter av kaos och våld. Granokdemoner är bleka och missbildade med ansikten täckta av ärr och symboler. Sahjhan och andra individer av hans demonras var från början fysiskt levande men gjordes sedan immateriella av Wolfram & Hart. Under Sahjhans tid som immateriell lärde han sig hur man teleporterar mellan tid och dimensioner, något som gav honom smeknamnet Timeshifter (Tidsskiftare). Sahjhan gjorde det möjligt för Daniel Holtz att utkräva hämnd för sin familj 200 år efter deras död. Han blir dödad av Connor efter att denne fått tillbaka sina minnen i säsong 5.
Till Granok-demonernas fysiologi hör en otrolig styrka, vilket gör dem till och med kraftfullare än en vampyr i Angels ålder.

#### Linwood Murrow
Linwood Murrow spelas av John Rubinstein.
Linwood var advokat på Wolfram & Hart och V.D. på avdelningen speciella projekt. Han var mer inställd på att följa sina egna idéer än att följa Wolfram & Harts riktlinjer i fallet Angel. Linwood försökte till och med döda Angel, något som klart strider mot de planer firman hade för Angel.

#### Justine Cooper
Justine Cooper spelas av Laurel Holloman.
Justine Coopers tvillingsyster Julie dödades av vampyrer och Justine har sedan dess bittert försökt hämnas sin systers död. Justine var den första person som Holtz rekryterade i sin kamp mot Angel. Hon får som uppdrag att söka upp fler personer som har drabbats av samma förlust som de, och som har samma lust att hämnas.

#### Gwen Raiden
Gwen Raiden spelas av Alexa Davalos.
Gwen är en människa med förmåga att leda elektricitet. Denna förmåga gör henne farlig för den ”normala världen” och Gwen utnyttjar tillgången som tjuv.

#### The Beast
The Beast spelas av Vladimir Kulich.
Besten är en mycket kraftfull demon som har hud av sten vilket gör honom mycket svår att skada. Hans styrka är också hans svaghet, eftersom hans tyngd gör honom väldigt långsam. Besten är en av (onda) Cordelias medhjälpare i kampen för att få Jasmine till världen. Besten försökte alliera Angelus, men lyckades inte övertyga honom och blir istället dödad av Angelus.

#### Jasmine
Jasmine spelas av Gina Torres.
Jasmine (också benämnd ”den välsignade slukaren”) är en demon som genom förhäxning ser ut som en människa, och får alla som ser eller hör henne att bli förtrollade. Jasmines ”föräldrar” är Connor och Cordelia Chase. Jasmine föder sig själv som en fullvuxen kvinna genom Cordelia. Hon säger sig vara en av de varelser som bebodde jorden under tiden gott och ont formades och att hon nu är tillbaka för att införa världsfred. Jasmines förtrollning bryts när man kommit i kontakt med hennes blod och istället för att se en vacker kvinna ser man ett kadaver med hål till ögon där likmaskar krälar. Jasmine blir dödad av Connor efter att ha besegrat Angel i säsong 4.

#### Knox
Knox spelas av Jonathan Woodward.
Knox arbetar i Wolfram & Harts labb. Under säsong 5, när Angel Investigations tar över Wolfram & Hart, arbetar Knox under Fred. Knox faller för Fred och de två har ett par dejter, men Fred bestämmer sig till slut för att försöka med Wesley. Knox är tillsammans med Doktor Sparrow den som gör det möjligt för Illyria att återigen ta fysisk form. Han förklarar sig senare också vara Illyrias Qwa'ha Xahn, överpräst.

#### Eve
Eve spelas av Sarah Thompson.
Eve är i säsong 5 Angel Investigations närmsta kontakt till Wolfram & Harts äldre delägare. Hon är tillsammans med Lindsey McDonald, som tidigare har arbetat på Wolfram & Hart.

#### Doktor Sparrow
Doktor Sparrow spelas av Marc Vann.
Doktor Sparrow arbetar för Wolfram & Hart där han utför särskilda ingrepp av olika slag. Sparrow var en av Illyrias dyrkare och det var han som köpslog med Charles Gunn om att få Illyrias kista genom tullen i utbyte mot en uppgradering av Gunns juridiska kunskaper.

#### Nina Ash
Nina Ash spelas av Jenny Mollen.
Nina kom först i kontakt med Angel Investigations när hon förvandlades till varulv. De hjälpte henne igenom transformeringen och gav henne information om hennes tillstånd. Nina åker in till Wolfram & Hart varje fullmåne för att hållas inburad. Nina och Angel inleder i slutet av säsong 5 ett förhållande.

#### Archduke Sebassis
Archduke Sebassis spelas av Leland Crooke.
Archduke Sebassis är en mycket högt aktad demon av okänd ras. Lorne kallar honom för kronjuvelen av demonvärldens jet set. Sebassis riktiga krafter blir aldrig avslöjade, men man vet att han har mycket stort inflytande i demonvärlden. Han är också medlem i Svarta Törnens Sällskap. 

#### Marcus Hamilton
Marcus Hamilton spelas av Adam Baldwin.
Efter att Angel Investigations länk till de äldre delägarna, Eve, fått sparken från Wolfram & Hart introduceras Hamilton. Hamilton är inte mänsklig, Illyria kallar honom varelse. Han säger själv att de äldre delägarnas styrka flyter i hans blod vilket leder till hans död då Angel dricker hans blod och blir stark nog att döda honom.

#### Drogyn the Battlebrand
Drogyn the Battlebrand spelas av Alec Newman.
Drogyn är en minst 1 000 år gammal krigare med uppgift att vakta den djupare källan (de gamla demonernas gravplats) så att inga kistor flyttas därifrån. Han blir dödad av Angel för att han ska kunna bevisa sin lojalitet till Svarta Törnens Sällskap. Drogyn verkar ha känt Marcus Hamilton vid något tillfälle i sitt liv.

## Gästframträdanden från Buffy och vampyrerna
- Buffy Summers (Sarah Michelle Gellar)
- Oz (Seth Green)
- Willow Rosenberg (Alyson Hannigan)
- Andrew Wells (Tom Lenk)
- Drusilla (Juliet Landau)

## Fiender genom serien
- Säsong 1 - Wolfram & Hart och The Senior Partners
- Säsong 2 - Darla och Drusilla
- Säsong 3 - Daniel Holtz, Sahjhan och Connor
- Säsong 4 - The Beast, Angelus och Jasmine
- Säsong 5 - Marcus Hamilton och The Circle of the Black Thorn

## Viktiga platser, krafter och organisationer
Det mesta av serien utspelar sig i Los Angeles, men även något i den lilla staden Sunnydale och helvetesdimensionen Pylea. 
- Detektivbyrån Angel Investigations huserar i det övergivna Los Angeles-hotellet Hyperion Hotel.
- Demonbaren Caritas ligger i Los Angeles.
- Demon-advokatbyrån Wolfram & Hart är Angel Investigations främsta motståndare.
- The Senior Partners äger advokatbyrån Wolfram & Hart.
- The Circle of the Black Thorn är den grupp mäktiga varelser som verkställer The Senior Partners beslut.
- Ra-Tet är en påhittad order om fem människor från TV-serien Angel.
- The Powers That Be är en metafor för den goda sidan i Buffyvärlden. The Powers That Be var bland de första varelserna på Jorden men de blev utträngda när Jorden blev hemvist för demoner. De flydde till en himlalik dimension.